# Veleno in paradiso
Veleno in paradiso (Guest in the house) è un film del 1944 diretto da Johm Brahm basato sull'opera teatrale omonima.

## Trama
Dan Proctor, un dottore, accompagna la giovane paziente Evelyn nella casa del fratello Douglas, illustratore, che vive assieme alla moglie Ann, la figlia Lee, zia Marta, Miriam modella di Douglas più la servitù.
La ragazza confida al suo diario le sue intenzioni ovvero riuscire a conquistare l'amore di Douglas e inizia una serie di manovre per instillare il dubbio che Miriam sia l'amante di Douglas in modo che la moglie Ann lo lasci.